# RAF Brüggen
RAF Brüggen was een steunpunt van de Britse luchtmacht (Royal Air Force), dat van 1953 tot 2001 operationeel was. Het steunpunt lag vlak bij het dorp Elmpt in de gemeente Niederkrüchten, 43 kilometer ten westen van Düsseldorf, vlak bij de Nederlandse stad Roermond aan de grens.
Na de hereniging van Duitsland werd het besluit genomen de RAF-sterkte in Duitsland drastisch te beperken; de toenmalige bezetting van RAF Germany, die uit acht operationele Panavia Tornado-squadrons bestond, werd teruggebracht naar vier. De op de basis gelegerde 9e, 14e, 17e en 31e Squadrons namen niet alleen deel aan de Golfoorlog, maar vlogen ook gevechtsmissies boven Kosovo en voormalig Joegoslavië en stegen daarvoor rechtstreeks vanaf RAF Brüggen op.
Langs de Duits-Nederlandse grens ten oosten van de provincie Limburg waren vroeger vier operationele RAF-steunpunten gevestigd,
- RAF Laarbruch
- RAF Brüggen
- RAF Wildenrath
- RAF Geilenkirchen

Deze vliegvelden werden na de Tweede Wereldoorlog eerst door de Britse bezettingsmacht en later door de RAF gebruikt. In de loop van de tijd werden er drie gesloten; Geilenkirchen werd later NAVO-steunpunt voor de legering van de 18 AWACS-vliegtuigen van de NATO Early Warning Force (NAEWF).
RAF Brüggen was sinds het begin van de jaren 80 de uitvalsbasis voor de volgende eenheden:
- 9e Squadron(vervanger van 20sqn)
- 14e Squadron
- 20e Squadron (later naar RAF Laarbruch toen het squadron overschakelde van de Jaguar naar de Tornado)
- 17e Squadron
- 31e Squadron

Vanaf 1957 kreeg RAF Brüggen aanvalscapaciteit door de van hier opererende Canberra’s. Tussen 1969 en 1975 werd de aanvalsrol gevlogen met de Phantom FGR.2 en vanaf 1975 werd deze rol overgenomen door Sepecat Jaguars. Deze toestellen werden vanaf 1984 vervangen door Panavia Tornado GR1's. Met elk vier Tornado GR1-squadrons vormden RAF Brüggen en het 50 kilometer noordelijker gelegen RAF Laarbruch de grootste Tornadostrijdmacht van de NAVO.
Britse militaire autoriteiten hebben pas in 2007 bekendgemaakt dat op 2 mei 1984 een ongeluk met een WE.177atoombom op de basis heeft plaatsgevonden. Tijdens een oefening viel de atoombom door het toepassen van verkeerde handelingen van een transportwagen. Onderzoek heeft uitgewezen dat het wapen geen schade heeft opgelopen en dat er dan ook geen sprake was van radioactieve besmetting. De bij het ongeval betrokken militairen werden streng bestraft.

## Sluiting in 2001
In 1996 werd vanwege Britse defensiebezuinigingen besloten alle RAF-eenheden uit Duitsland terug te trekken. Het 17e Squadron werd opgeheven en vanaf april 1999 werden de vliegbasisactiviteiten geleidelijk afgebouwd. In januari 2001 werd het 14e Squadron naar Engeland overgeplaatst en in juni 2001 markeerde een ceremonie op de basis het einde van alle RAF-activiteiten in Duitsland.
Na sluiting werd de basis door de RAF in 2002 overgedragen aan de Britse landmacht en hernoemd tot Elmpt Station/Javelin Barracks. Dit legersteunpunt werd echter ook gesloten, in 2015.